# Comunità Montana Bassa Valle di Susa e Val Cenischia
Die Comunità Montana Bassa Valle di Susa e Val Cenischia war eine Berggemeinschaft in der italienischen Provinz Turin in der Region Piemont.
Die Berggemeinschaft wurde aus 23 Gemeinden des unteren Teils des Susatales und des Cenischiatales gebildet. Der Hauptort mit der Verwaltung war Bussoleno. Die Gemeinden im oberen Teil des Susatals bildeten die Berggemeinschaft Comunità Montana Alta Valle di Susa. 
Die Mitgliedsgemeinden der Comunità waren 
| - Almese - Avigliana - Borgone Susa - Bruzolo - Bussoleno - Caprie - Caselette - Chianocco | - Chiusa di San Michele - Condove - Mattie - Mompantero - Novalesa - Rubiana - San Didero - Sant’Ambrogio di Torino | - Sant’Antonino di Susa - San Giorio di Susa - Susa - Vaie - Venaus - Villar Dora - Villar Focchiardo |

Ziel der Berggemeinschaft ist der Schutz der Landschaft, speziell der Weiden, und die Förderung des Tourismus. 
Im Jahr 2009 ist im Rahmen einer Berggebietsreform im Piemont die Zusammenlegung von mehreren Comunità Montane wirksam geworden. Die Comunità Montana Bassa Valle di Susa e Val Cenischia wurde mit der Comunità Montana Alta Valle di Susa und der Comunità Montana Val Sangone zur neuen Comunità Montana Valle Susa e Val Sangone zusammengefasst. Deren Sitz ist in Bussoleno.